# 1710
Het jaar 1710 is het 10e jaar in de 18e eeuw volgens de christelijke jaartelling.

## Gebeurtenissen
januari
- 3 - In Moskou publiceert Nicolaas Bidloo, lijfarts van Peter de Grote en directeur van het militair hospitaal, het eerste Russische lesboek op het gebied van geneeskunde, een 1306 pagina's tellende chirurgiehandleiding getiteld Instructio de chirurgia in theatro anatomico studiosis proposita a.d. 1710, januarii die 3.

februari
- 17 - De Nederlandse kolonisten op Mauritius verlaten het eiland om zich te vestigen op Kaap de Goede Hoop. Op grond van de hopeloze verarming van de kolonie geeft de VOC Mauritius op, ditmaal voorgoed; gouverneur van der Velde laat het eiland ontruimen.
- 28 - Slag van Helsingborg. De Zweedse veldheer Magnus Stenbock verslaat de Deense invallers, een episode in de Grote Noordse Oorlog.

april
- 23 - De toren van de Der Aa-kerk te Groningen stort spontaan in. Er zijn twee slachtoffers te betreuren.

mei
- 13 - In Berlijn begint men in opdracht van Frederik I van Pruisen de bouwwerkzaamheden voor een pesthuis, omdat er een epidemie dreigt.

zonder datum
- Aardbeving in het Turkse Denizli.
- Het tot nu toe Zweedse Estland gaat tot het Rusland van Peter de Grote behoren als gevolg van de Grote Noordse Oorlog.
- Herontdekking van het oud-Romeinse Herculaneum.

## Muziek
- Arcangelo Corelli componeert in Rome zijn Concerti Grossi Opus 6

## Bouwkunst

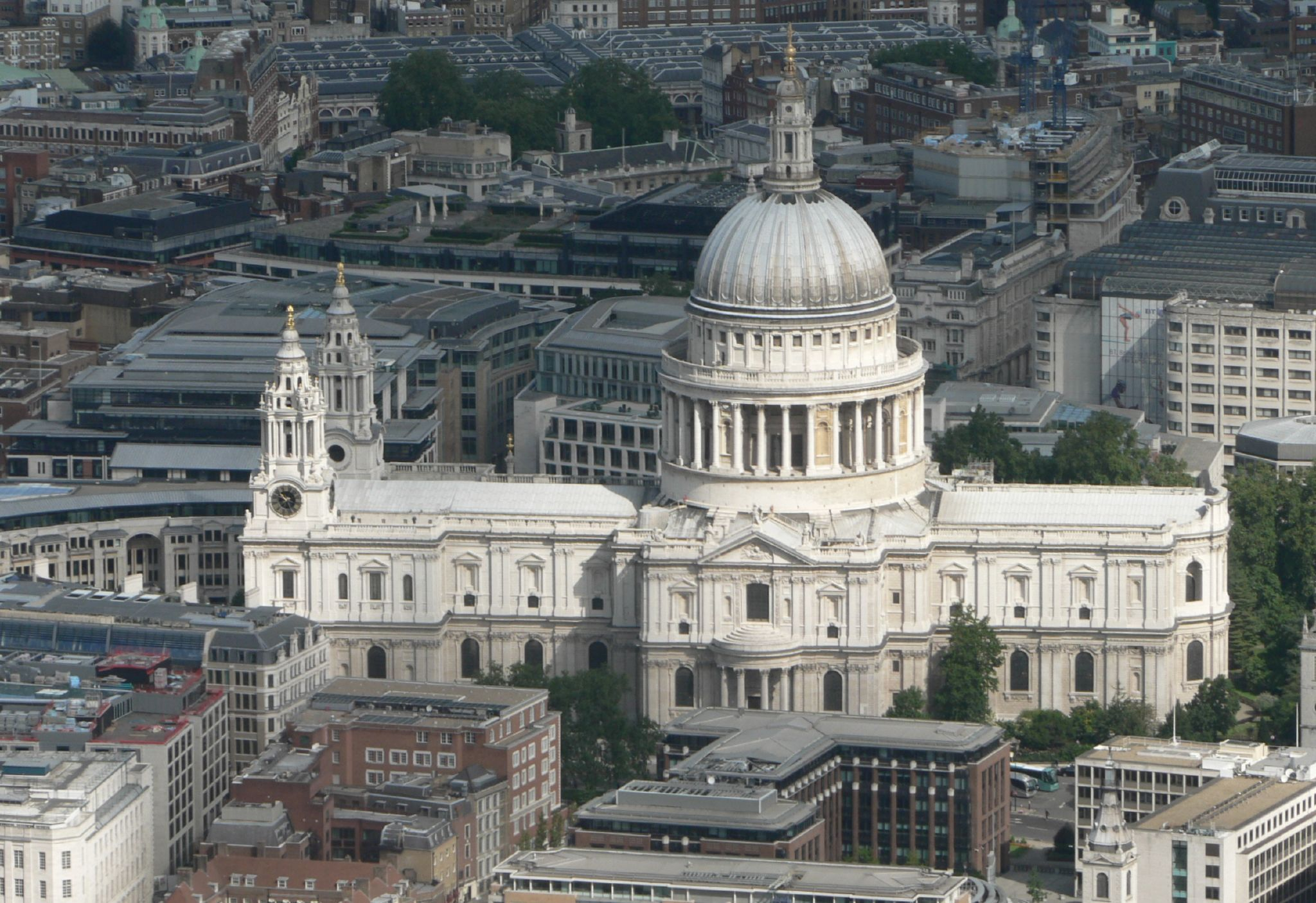
St Paul's Cathedral (Londen) (1710) Christopher Wren

## Geboren
januari

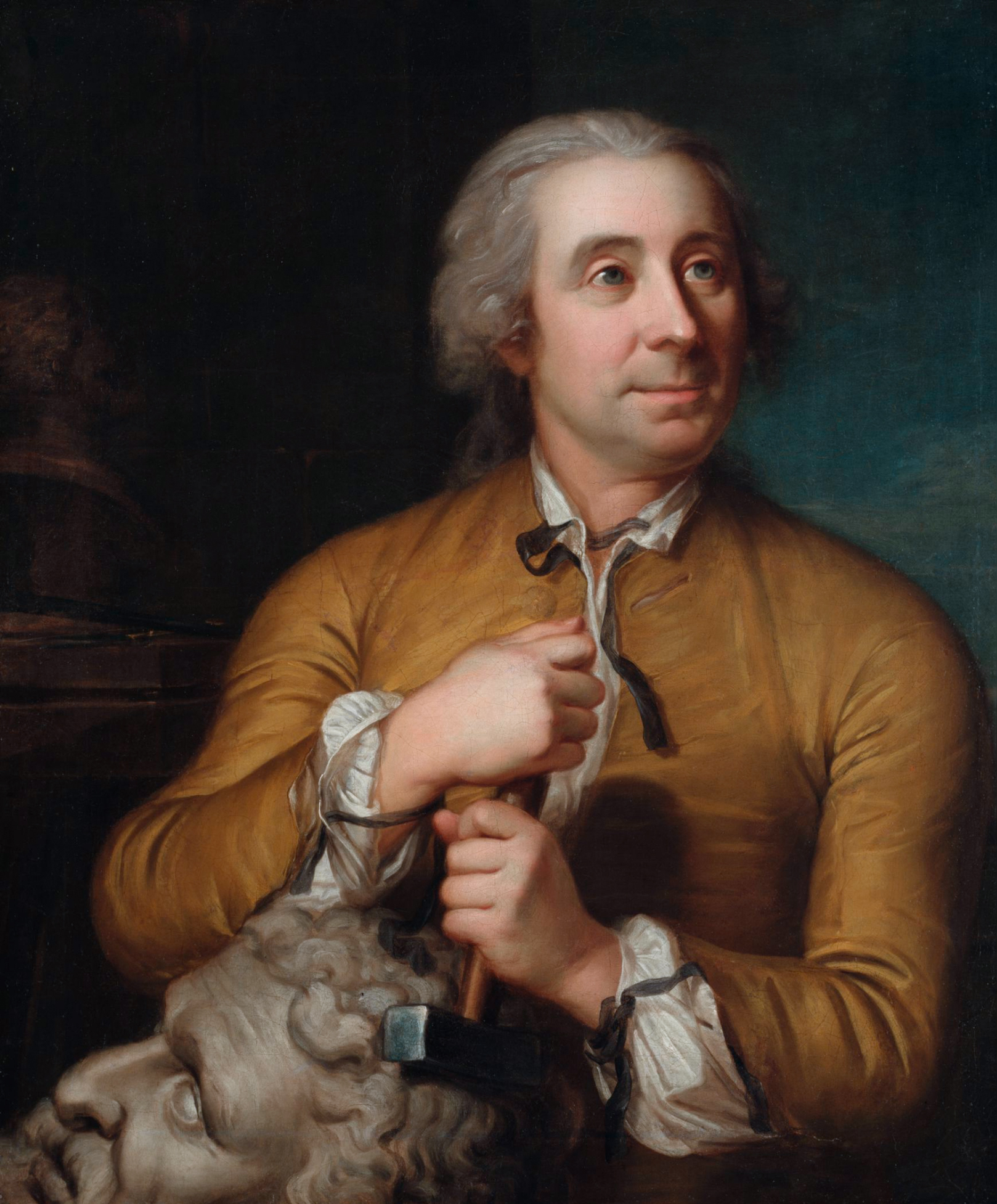
Johann August Nahl, portret door Jakob Emanuel Handmann

- 4 - Giovanni Battista Pergolesi, Italiaans componist, violist en organist (overleden 1736)

februari
- 15 - Lodewijk XV, koning van Frankrijk (overleden 1774)

maart
- 12 - Thomas Arne, Brits componist (overleden 1778)

augustus
- 22 augustus - Johann August Nahl, Duits beeldhouwer en stuccist (overleden 1781)

september
- 3 - Abraham Trembley, Zwitsers natuuronderzoeker (overleden 1784)
- 22 - Georg Matthias Bose, Duits natuurkundige (overleden 1761)

november
- 22 - Wilhelm Friedemann Bach, Duits componist en oudste zoon van Johann Sebastian Bach (overleden 1784)

## Overleden
september
- 19 - Ole Rømer (65), Deens astronoom